# إلى البحيرة
إلى البحيرة (بالروسية: Эпидемия)؛ هو مسلسل روسي تم عرضه في 14 نوفمبر 2019، قامت نتفليكس بشراء حقوق المسلسل عالمياً وتم عرضه في 8 أكتوبر 2020.المسلسل من بطولة فيكتوريا ايزاكوفا وكيريل كارو.

## وصلات خارجية
- إلى البحيرة على موقع IMDb (الإنجليزية)
- إلى البحيرة على موقع روتن توميتوز (الإنجليزية)
- إلى البحيرة على موقع نتفليكس (الإنجليزية)
- إلى البحيرة على موقع كينوبويسك (الروسية)
- إلى البحيرة على موقع ألو سيني (الفرنسية)
- إلى البحيرة على موقع قاعدة بيانات الفيلم (الإنجليزية)